# 三斜晶系

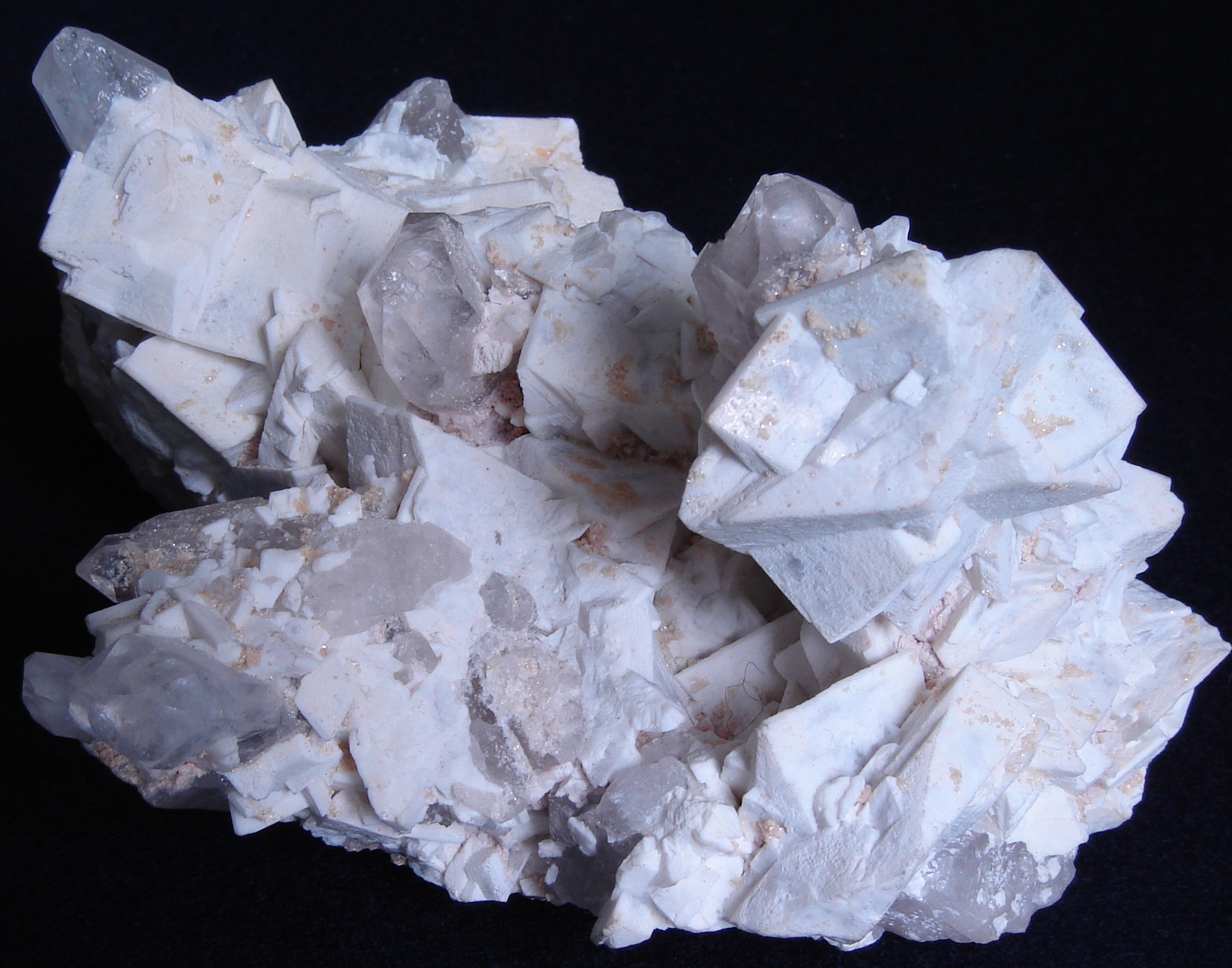
三斜晶系の例：微斜長石

三斜晶系 (a ≠ b ≠ cかつα ≠ β ≠ γ)

三斜晶系（さんしゃしょうけい、英: triclinic crystal system）は、7つの結晶系の1つ。対応するブラベー格子は、単純三斜格子の1種類のみ。
結晶系は、3つのベクトルで表現できる。三斜晶系では、直方晶系のように異なる長さのベクトルで表される。さらに、互いに直交するベクトルはない。14個のブラベー格子の中で最も対称性が低いものであり、全ての格子が持つ最小限の対称性のみ持つ。

## 結晶の分類
三斜晶系結晶の例、シェーンフリース記号、ヘルマン・モーガン記号、点群、オービフォルド記号、型、空間群が以下の表に掲載されている。合計2つの空間群が存在する。
| 1 | Pedial     | C1        | 1 | 11 | [ ]+    | くさび石 | enantiomorphic, polar | P1 |
| 2 | Pinacoidal | Ci (= S2) | 1 | 1× | [2+,2+] | 珪灰石   | centrosymmetric       | P1 |

それぞれ、関連する空間群は1つだけである。Pinacoidalはtriclinic normal、Pedialはtriclinic hemihedralとしても知られる。
鉱物の例には、斜長石、微斜長石、ばら輝石、トルコ石、珪灰石、アンブリゴナイト等があり、これらは全てPinacoidal型である。